# Vol de La Joconde
Le vol de La Joconde est un vol d'œuvre d'art survenu le 21 août 1911 au musée du Louvre à Paris, au cours duquel La Joconde, le tableau de Léonard de Vinci, est dérobée par Vincenzo Peruggia, un vitrier italien souhaitant voir l'œuvre revenir dans son pays d'origine.
Le vol donne lieu à une importante enquête au cours de laquelle Pablo Picasso et Guillaume Apollinaire sont inquiétés. Retrouvé en 1913 après que le voleur a tenté d'approcher un marchand d'art de Florence, le tableau est restitué à l'ambassadeur français à Rome le 19 décembre.
Pendant son absence du musée, il y a plus de visiteurs pour contempler l'emplacement vide de La Joconde que les années précédentes quand elle était là,. De retour dans son musée, l'œuvre a durablement gagné en célébrité du fait de la médiatisation de l'affaire.

## Déroulement du vol
Le 21 août 1911, un lundi (jour de fermeture du musée), Vincenzo Peruggia, alors que son contrat d'ancien travailleur avec la maison Gobier s'achève, rentre dans le musée du Louvre à sept heures du matin, vêtu de sa blouse de travail. Il attend d'être seul dans le Salon Carré pour y décrocher le Portrait de Mona Lisa (toile italienne choisie non en raison de sa notoriété, moyenne à cette époque, mais de sa petite taille, donc facile à emporter) de sa boîte-vitrine suspendue au mur et l'emmener dans une cage d'escalier pour la débarrasser de son cadre et de sa vitre, avant de probablement cacher l'œuvre sous ses habits et quitter le musée sans être inquiété.  

## Enquête
Le vol n'est constaté que le lendemain matin, et est considéré comme l'un des plus grands vols du XXe siècle depuis que la Joconde est devenue le tableau le plus célèbre au monde. Vincenzo cache la peinture pendant deux ans dans sa chambre à Paris (cité Héron ou rue de l'Hôpital-Saint-Louis), dans le double fond d'une valise de bois blanc, sous son lit ou dans un débarras. Apparemment, alors que l'inspecteur Brunet se présente à son appartement le 29 septembre 1911 pour interroger ce dernier, il ne fouille pas la chambre, n'imaginant pas que le vol puisse être l'œuvre d'un modeste ouvrier.
Après avoir gardé l'œuvre deux ans, Peruggia retourne avec elle en Italie. Il la garde dans son appartement à Florence. Il devient impatient, si bien qu'il contacte le 10 décembre 1913 Alfredo Geri, le propriétaire d'une galerie d'art de la ville. Bien que les témoignages de Geri et Peruggia soient contradictoires, il est clair que ce dernier s'attendait à une récompense pour avoir ramené la peinture à sa « patrie ». Geri appelle Giovanni Poggi, directeur de la galerie des Offices, qui authentifie l'œuvre. Poggi et Geri gardent la peinture et informent la police, qui arrête Peruggia à son hôtel.
Après son vol, la peinture est exposée à travers toute l'Italie dans une grande tournée d'adieu avant d'être retournée en grande pompe au Louvre début 1914. Peruggia est quant à lui condamné à une peine de prison légère d'un an, réduite à sept mois.

## Galerie

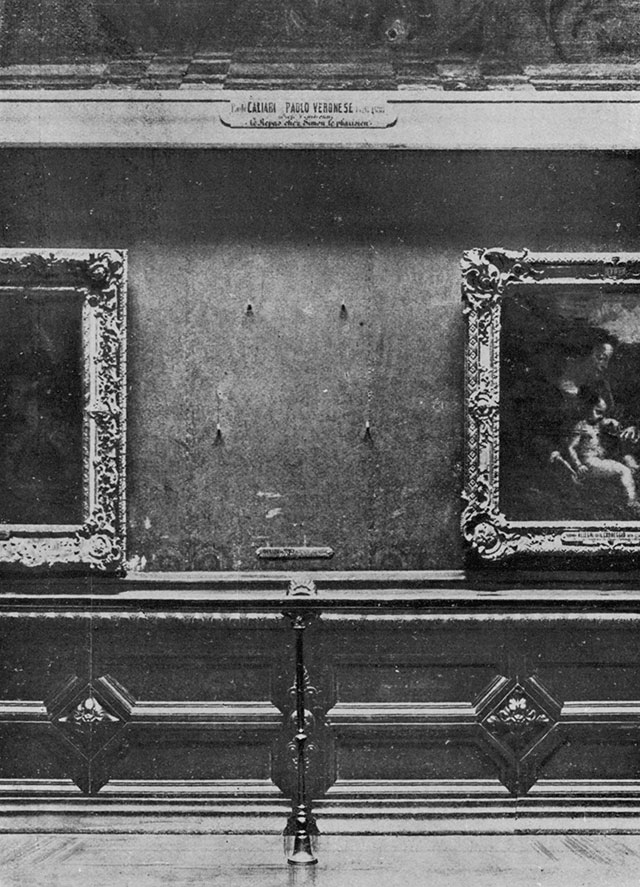
Emplacement au musée du Louvre après le vol.
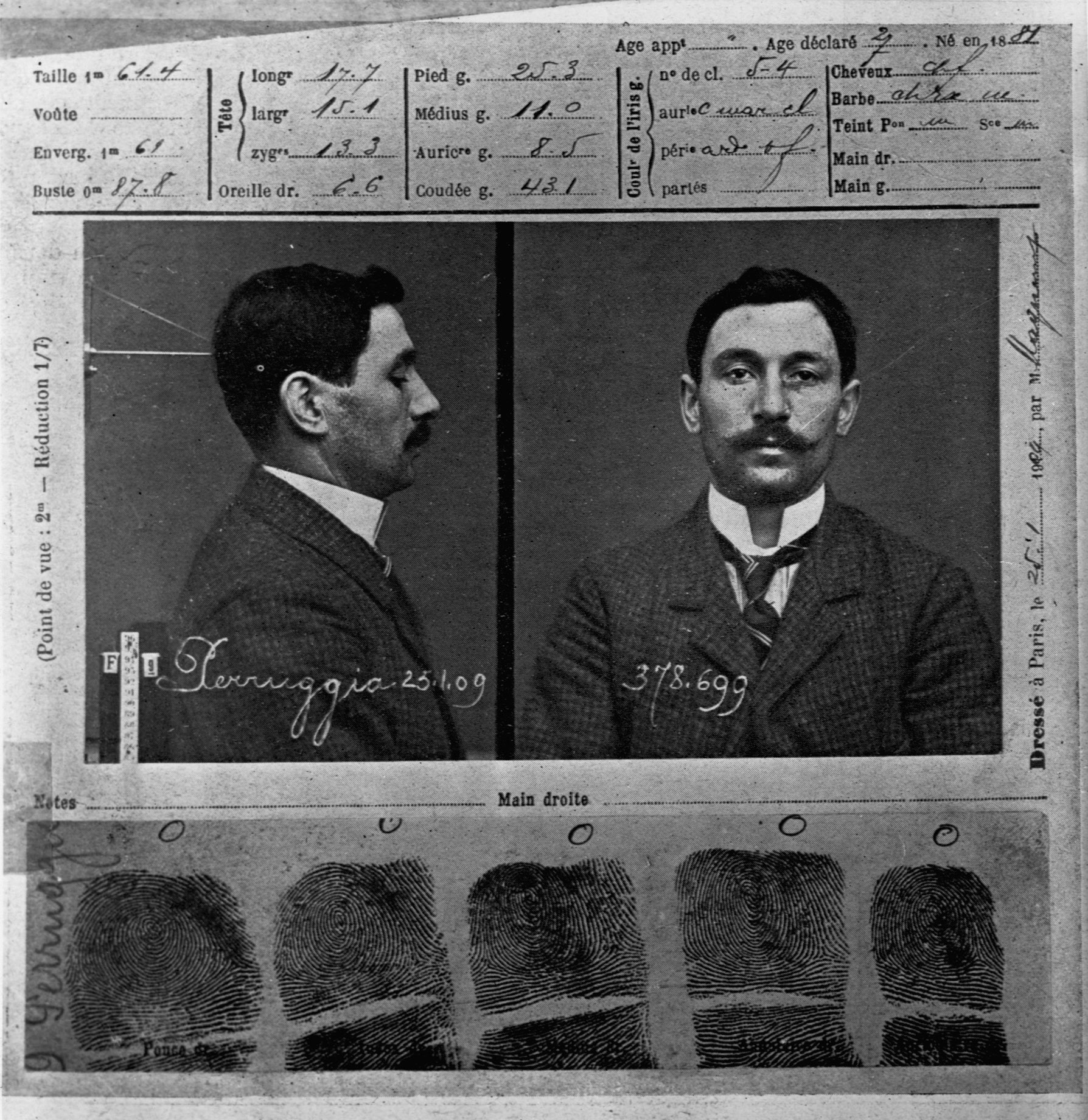
Fiche anthropométrique de Vincenzo Peruggia.
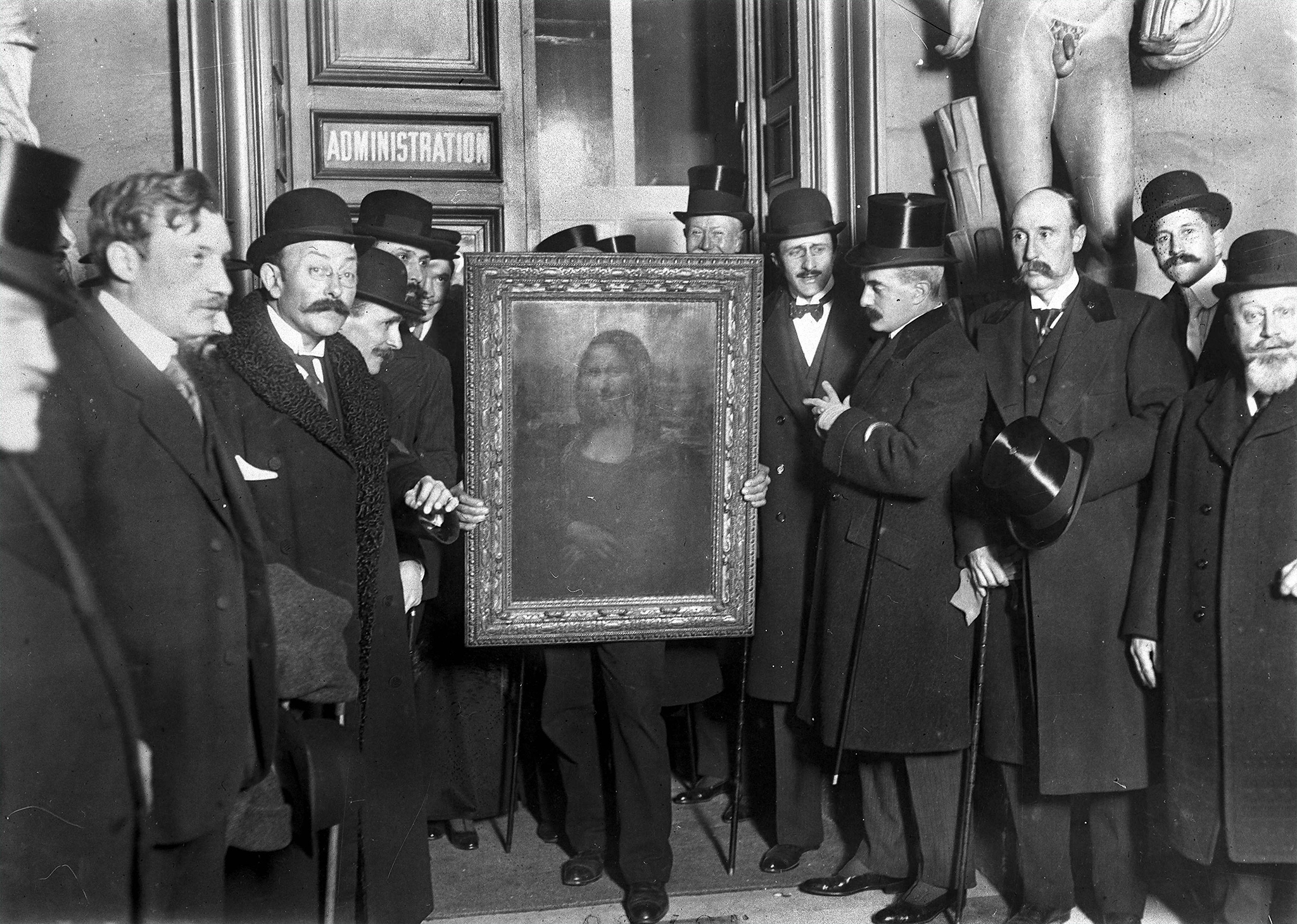
Retour de La Joconde au musée du Louvre en 1914.

## Dans la culture populaire

### Cinéma
- 1911 : Nick Winter et le vol de la Joconde de Paul Garbagni et Gérard Bourgeois
- 1931 : Le Vol de la Joconde (Der Raub der Mona Lisa) de Géza von Bolváry
- 1966 : On a volé la Joconde de Michel Deville

### Téléfilm
- 2006 : On a volé la Joconde de Fabrizio Costa

### Littérature
- 2019 : Le Vol de la Joconde de Dan Franck, aux Éditions Grasset